# Комита II (Арборея)
Комита II ди Лакон-Серра (Comita II de Lacon-Serra) (ум. ок. 1147 (после 1144)) — судья Арбореи с 1131.
Родился ок. 1100 г. По всей вероятности — сын Гонарио II, хотя хроника XII-XIII вв. Condaghe de Santa Maria di Bonarcado называет его внуком Гонарио II, сыном Костантино I, которому он наследовал в 1131 г.
Был союзником Генуи — единственный из всех судей Сардинии своего времени.
По мнению некоторых историков, в середине 1130-х гг. в результате войны с юдикатом Торрес Комита II был смещён и на его место посажен брат — Орроко.
В 1144 г. Комита II силой восстановил свою власть, за что был отлучён от церкви архиепископом Пизы, который объявил Арборею присоединённой к Торресу.
Вскоре после этого Комита II умер.
Жена -  Елена ди Орру (её имя приводится в единственном источнике), сын - Баризоне II (ум. 1185).